# Millard Harmon
Millard Fillmore Harmon, Jr. (19. januar 1888 – 26. februar 1945) var generalløjtnant i United States Army Air Forces i  Stillehavskrigen under 2. Verdenskrig. Han menes omkommet i februar 1945 på en flyvning hvor det fly han var ombord på forsvandt undervejs. Harmon, Frank Maxwell Andrews, Simon Bolivar Buckner, Jr. og Lesley J. McNair, alle generalløjtnanter ved deres død, var de højestrangerende amerikanere, som døde under 2. verdenskrig.

## Biografi
Han blev født i 1888 i Fort Mason, California. Han var ud af en militær familie. Hans var oberst, en bror generalmajor og en anden oberst. Han fik eksamen fra United States Military Academy i 1912 og blev udnævnt til sekondløjtnant i artilleriet og gjorde tjeneste i 28. og 9. infanteriregiment. I 1914 blev han beordret til Filippinerne, og to år senere overført til den nyoprettede flyvesektion i signalkorpset. Samme år var han med i straffeekspeditionen til Mexico og fløj patruljer langs grænsen.
To uger inden USA trådte ind i 1. Verdenskrig var Harmon, som nu var premierløjtnant, på vej til Frankrig. Her kom han på flyskoler i Paris, gjorde tjeneste på det allierede og det amerikanske hovedkvarter og blev til sidst tilknyttet den 13. franske Group de Combat som pilot under Somme defensiven. For denne indsats blev han tildelt Croix de Guerre.
I juli 1920, overgik Harmon, som nu var major og stationeret på France Field i Panama, til Army Air Service, forgængeren for United States Army Air Corps. I april det følgende år vendte han tilbage til Washington, hvor han gjorde tjeneste i det rådgivende udvalg for luftvåbenet. I fredsårene fortsatte han sin træning og tog eksamen fra Command and General Staff School og United States Army War College. Han underviste i militærvidenskab og taktik på University of Washington i Seattle, var instruktør på Command and General Staff School, og gjorde tjeneste i krigsministeriets generalstab i to år.
Fra 1927 til 1930 var han kommandant på luftvåbenets flyveskole på March Field, California. I den periode kom han i kontakt med de unge mænd, som da begyndte at lære at flyve. Han havde kommandoen på Barksdale Field og 20. Pursuit Group i fire år. I 1936 som oberstløjtnant, tog han til Hawaii for at lede Luke Field og 5. Bombardment Group. I 1938 vendte han tilbage til fastlandet for at blive assisterende kommandant på flyvevåbenets taktiske skole i Maxwell Field, Alabama. Efter to års tjeneste blev han i en kort periode overført til Randolph Field, Texas,  og Hamilton Field, California. Den 1. oktober 1940, mens han var kommandant på Randolph Field, blev han forfremmet til brigadegeneral.
I januar 1941 blev Harmon sendt til Storbritannien som observatør — han havde allerede status som ledende pilot, kampobservatør og teknisk observatør - og fungerede i denne rolle som medlem af Harriman Missionen indtil april. Da han kom tilbage til USA blev han udnævnt til kommanderende general for IV Interceptor Command i 4. luftstyrke. Den 11. juli 1942 blev han udnævnt til generalmajor og en uge senere fik han kommandoen over 2. luftstyrke med hovedkvarter på Fort George Wright, Washington. I december samme år blev han udnævnt til fungerende chef for Air Force Combat Command.
Den 26. januar 1942 blev han Chief of the Air Staff, Army Air Forces. Med 30 års erfaring indenfor kamp og ledelse på jorden og i luften var general Harmon velkvalificeret til at lede hærens flyvevåben i et område med stigende strategisk betydning hvor luftstyrker ville komme til at spille den dominerende rolle. I juli 1942 blev general Harmon udpeget til kommanderende general for hærens luftstyrker i det sydlige Stillehav, et område, som var under flådens kommando. I november overtog Admiral Halsey kommandoen i det sydlige Stillehav og de to dannede et perfekt par. I 1944 ved afslutningen af hans mission og inden han tog videre til en ny opgave skrev admiral Halsey: "Jeg var særlig heldig med at have Harmon som kommanderende general for hærens luftstyrker. Hans fornuftige råd og helhjertede samarbejde i et opnå det fælles mål var et fremragende bidrag til den fælles indsats."
Den 2. februar 1943 blev Harmon forfremmet til generalløjtnant. Indtil september det følgende år havde han kommandoen over hærstyrkerne i det sydlige Stillehav, og fortsatte herefter til en ny stilling som chef for Army Air Forces in the Pacific Ocean areas (AAFPOA), som var oprettet ud fra princippet om enhedskommando i forberedelserne til de strategiske B-29 Superfortress bombeoperationer mod Japan Mariananerne. På samme tid fik han også posten som næstkommanderende for 20. luftstyrke, som skulle udføre disse operationer under ledelse af general Henry H. Arnold.
Harmon ønskede at AAFPOA skulle være mere end blot administration, service og koordination. Han pressede på overfor luftstyrkernes hovedkvarter for også at få operationel kontrol over alle USAAF kampoperationer i Stillehavsområdet og delvis kontrol over B-29 operationerne mod Japan, fra sit hovedkvarter på Guam. Med AAFPOA hatten på fik han kontrol over alle hærens og flådens landbaserede bombe- og jageroperationer da den øverstkommanderende i området, flådeadmiral Chester Nimitz udnævnte ham til chef for "Task Force 93" (Strategic Air Force, POA) i december. Denne rolle bragte ham imidlertid i konflikt med Arnolds om at fastholde den absolutte kontrol over 20. luftvåbens operationer - uafhængigt af områdecheferne.
Sagen blev aktuelt i februar 1945 da Harmon havde et sammenstød med generalmajor Curtis E. LeMay, den nye chef for XXI Bomber Command, om ledelsen af fem langtrækkende jagergrupper, som var tildelt 20. luftstyrke som eskorte for strategiske bombefly, som LeMay vandt. Harmon havde indvendinger, idet han hævdede, at resultatet ville være en særdeles ueffektiv anvendelse af styrkerne. Den 25. februar lettede en C-87A Liberator Express med Harmon og brigadegeneral James R. Andersen, hans stabschef, fra Guam mod Washington, D.C. via Kwajalein og Hawaii for at løse striden om jagerne. Deres fly nåede sikkert til Kwajalein, men forsvandt den næste dag efter at det var lettet mod Hawaii. Flyet blev aldrig fundet, og der var ingen overlevende. Da det japanske luftvåben havde været borte fra området ved Marshalløerne i nogen tid, er det højest usandsynligt at styrtet skyldtes fjendtlige jagere. Harmon blev erklæret død den 25. februar 1946, et år efter han forsvandt.

## Minde
Harmon Air Force Base, Guam blev opkaldt efter ham.